# 大理藜芦
大理藜芦（学名：Veratrum taliense）为黑藥花科藜芦属下的一个种。全草可药用，称披麻草。